# Apistogramma agassizii
Apistogramma agassizii là loài cá nước ngọt thuộc họ Cichlidae trong chi Apistogramma có nguồn gốc từ Nam Mỹ, phân bố tại Brazil, Peru. 

## Đặc điểm
Cá trưởng thành có kích thước dưới 8 cm, vòng đời của chúng khoảng 5 năm. chúng bơi tầng giữa và tầng đáy, chúng có tập tính tranh giành lãnh thổ khá rõ, chúng ăn tạp với các loại thức ăn là giun, tảo. Trong môi trường nuôi nhốt, chúng cần kích thước bể tối thiểu 50 lít, nhiệt độ: 24 °C (75.2 °F) – 29 °C (84.2 °F), pH: 5 – 7, độ cứng nước: 0 – 12 °dKH